# 太谷园蛛
太谷园蛛（学名：Araneus taigunensis）为园蛛科园蛛属的动物。在中国大陆，分布于山西等地。该物种的模式产地在山西太谷。